# Димитър Терзиев
Димитър Николов Терзиев Маджерски е български просветен деец и революционер.

## Биография
Димитър Терзиев е роден в Мехомия, тогава в Османската империя, днес в България. Става учител в родния си град в учебната 1881 - 1882 година, като преподава в Стойчевата къща, и се занимава с революционна дейност. На 26 март 1882 година тримата учители в Мехомия - Иван Попмихайлов, синът му Илия Попмихайлов и Димитър Н. Терзиев Маджерски и други разложки учители са арестувани по обвинение, че разпространяват бунтовна литература, и че провеждат тайно военно обучение и книгите им са конфискувани. Освободени са след застъпничеството на руския консул Александър Якобсон срещу няколко лири глоба. На 16 декември същата година същите учители отново са задържани и осъдени на три години заточение в Адана. Снабден с пари и паспорт от местни християни, на 2 юли Терзиев с английския параход „Елас“ в Цариград и оттам с помощта на екзарх Йосиф I Български за Варна. Митрополит Симеон Варненски го назначава за учител в село Четлар, Балчишко, където умира в 1922 година.